# Robert 2. af Normandiet
Robert 2. eller Robert Curthose (født 1054, død 10. februar 1134) (tilnavnet Curtheuse, Curthose ("kortstrømpe") skyldtes hans ringe højde) var hertug af Normandiet fra 1087 til 1106. Han var den ældste søn af Vilhelm Erobreren og Matilda af Flandern. 
Han arvede titlen Hertug af Normandiet ved sin fars død i 1087, mens hans bror Vilhelm blev konge af England. Han opretholdt uden held et krav på den engelske trone og deltog i det første korstog. Hans regeringstid som hertug er kendt for uenigheden mellem ham og hans brødre i England. Den blev afgjort ved, at Normandiet fik status som en del af England.